# Lesznowola (gemeente)
De gemeente Lesznowola is een landgemeente in het Poolse woiwodschap Mazovië, in powiat Piaseczyński.
De zetel van de gemeente is in Lesznowola.
Op 30 juni 2004 telde de gemeente 15 237 inwoners.

## Oppervlakte gegevens
In 2002 bedroeg de totale oppervlakte van gemeente Lesznowola 69,17 km², waarvan:
- agrarisch gebied: 74%
- bossen: 13%

De gemeente beslaat 13,65% van de totale oppervlakte van de powiat.

## Demografie
Stand op 30 juni 2004:
| Omschrijving                   | Totaal | Totaal | Vrouwen | Vrouwen | Mannen | Mannen |
| ------------------------------ | ------ | ------ | ------- | ------- | ------ | ------ |
| eenheid                        | aantal | %      | aantal  | %       | aantal | %      |
| inwoners                       | 15 237 | 100    | 7793    | 51,1    | 7444   | 48,9   |
| bevolkingsdichtheid (inw./km²) | 220,3  | 220,3  | 112,7   | 112,7   | 107,6  | 107,6  |

In 2002 bedroeg het gemiddelde inkomen per inwoner 2431,47 zł.

## Administratieve plaatsen (sołectwo)
Garbatka (Garbatka, PAN Jastrzębiec), Jabłonowo, Janczewice, Jazgarzewszczyzna (Jazgarzewszczyzna , Łoziska), Lesznowola (Lesznowola, Kolonia Lesznowola, Lesznowola PGR), Łazy (sołectwa: Łazy : Łazy en Łazy II: Łazy Drugie, PGR en Radiostacja Łazy), Magdalenka, Marysin, Mroków (Mroków, Stachowo, Kolonia Mrokowska), Mysiadło (Mysiadło, Mysiadło KPG), Nowa Wola, Nowa Iwiczna, Podolszyn, Stara Iwiczna, Stefanowo (Stefanowo en Leszczynka), Wilcza Góra, Władysławów, Wola Mrokowska (Wola Mrokowska, Warszawianka), Wólka Kosowska (Wólka Kosowska, Kosów PAN, Kosów), Zamienie, Zgorzała.

## Aangrenzende gemeenten
Nadarzyn, Piaseczno, Raszyn, Tarczyn, m.st. Warszawa